# Дедерко, Якуб Игнацы
Якуб Игнацы (Яков Игнатий) Дедерко (пол. Jakub Ignacy Dederko; 1751—1829) — первый минский римско-католический епископ в 1798—1829 гг и педагог.

## Биография
Якуб Дедерко родился 15 июля 1753 года в Виленском воеводстве; из дворян. Успешно окончил Вильнюсский университет, после чего начал своё служение в рядах иезуитов, потом довольно продолжительное время был преподавателем в Виленской семинарии, приходским священником и профессором права в альма-матер. 

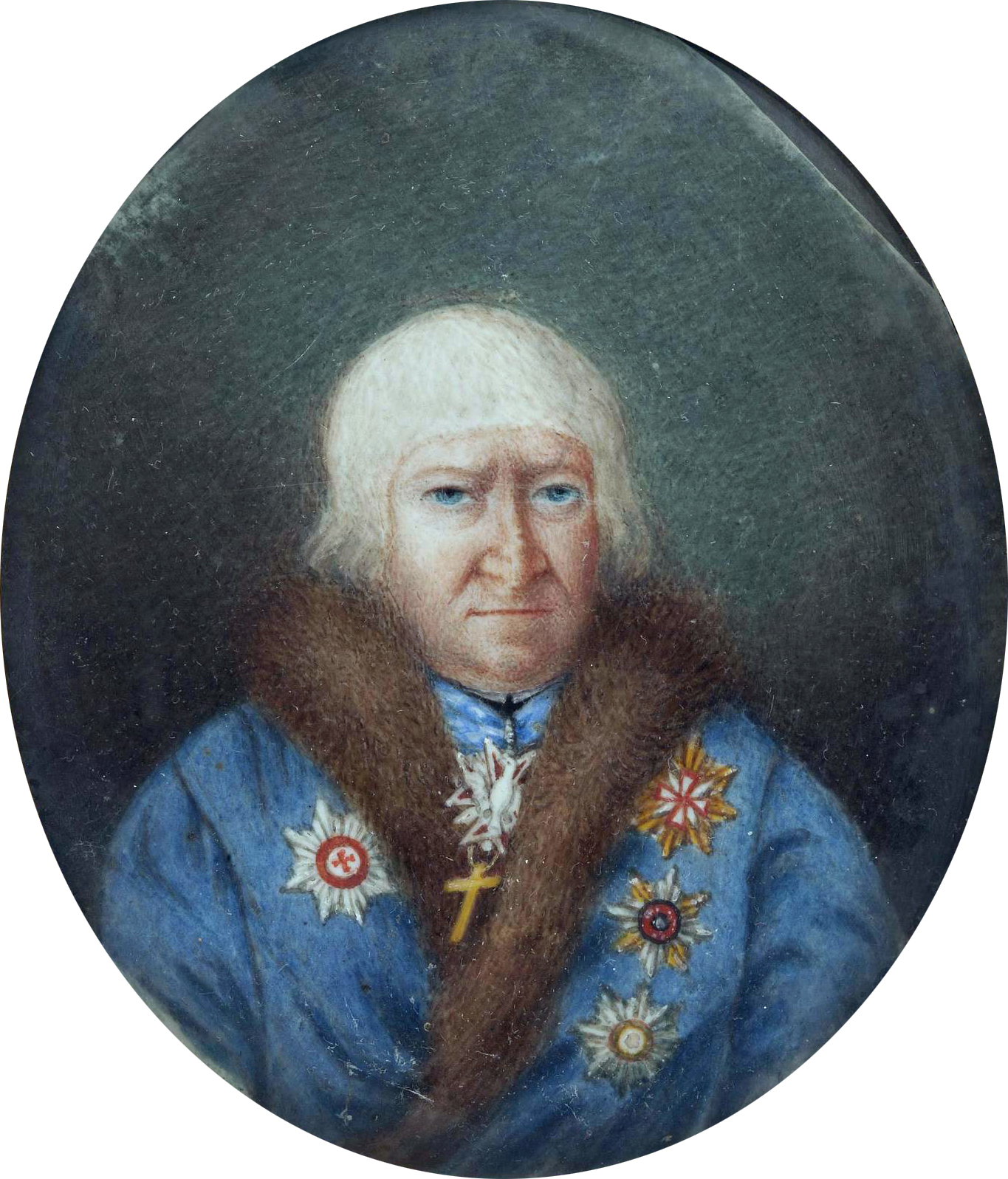
Якуб Игнацы Дедерко

В 1792 году Дедерко был посвящён в епископа суффрагана; 28 апреля 1798 года был назначен епископом Минским.
За свой почин по учреждению Минского благотворительного общества от императора Александра I получил орден Святого равноапостольного князя Владимира II-й степени.
В 1812 году Дедерко высказался в поддержку Наполеона, вторгшегося в Российскую империю, завладел в Минске домом православного архиерея, переделал его по своему вкусу и объявил себя начальником и православных монахов, заставляя их подчиняться своим распоряжениям. Он начал в Минске строить дом для бесприютных сирот, нищих и одержимых неизлечимыми болезнями, — но в 1812 году был отстранён от должности; недостроенный дом перешел к православным христианам.
Якуб Игнатий Дедерко скончался 24 декабря (5 января 1830) 1829 года в селе Олыка. Кафедру после его смерти возглавил Матеуш Липский.